# Patrick Soko
Serge Patrick Njoh Soko (Douala, 31 ottobre 1997) è un calciatore camerunese, attaccante dell'Almería e della nazionale camerunese.

## Carriera

### Club
Ha iniziato a giocare a calcio in Camerun con le maglie di Union Douala e Les Astres. Nel 2016 è andato in Repubblica Dominicana al Cibao e l'anno successivo ha firmato con i messicani dell'Atlas. Ha debuttato con il club rossonero il 26 luglio 2017 nell'incontro di Copa MX vinto 2-1 contro il Potros UAEM e tre giorni più tardi è diventato il primo giocatore camerunese a debuttare in Liga MX, nella partita vinta 2-1 contro il Pumas UNAM. Ha segnato il primo gol il 7 marzo 2018, sempre in coppa nazionale, contro il Necaxa. Nel gennaio del 2019 è stato acquistato dall'Atlas ed un anno più tardi ha firmato con i Mineros de Zacatecas.
Il 23 settembre 2019 ha lasciato il Messico ed ha firmato con gli spagnoli del Racing Santander. Ha debuttato il 2 dicembre seguente nell'incontro di Segunda División B contro il Leioa ed ha segnato il primo gol il 31 gennaio seguente nella trasferta vinta 4-2 contro l'Alavés B. Divenuto titolare la stagione successiva, al termine della stessa è rimasto svincolato ed il 10 giugno 2022 ha firmato un triennale con l'Huesca. Il 12 agosto ha debuttato in Segunda División nella partita pareggiata 0-0 contro il Levante.
Utilizzato principalmente come subentrante, il 24 agosto 2023 è stato ceduto in prestito all'Ibiza dove ha trascorso una stagione da titolare segnando 9 reti in 41 partite.
Nell'estate del 2024 è rientrato all'Huesca che lo ha confermato in rosa per la stagione 2024-2025. Il 4 ottobre del medesimo anno realizza la sua prima rete con il club nel successo per 3-1 contro il Cadice.

### Nazionale
Nell'ottobre del 2024 ha ricevuto la prima convocazione con la nazionale camerunese. Convocato anche nel mese successivo, ha esordito il 13 novembre 2024 nell'incontro di qualificazione per la Coppa delle nazioni africane 2025 pareggiato 0-0 contro la Namibia.
Il 6 giugno 2025, in occasione dell'amichevole vinta 3-0 contro l'Uganda, realizza la sua prima rete con il Camerun.

## Statistiche

### Presenze e reti nei club
Statistiche aggiornate al 6 giugno 2025.
| Stagione                | Squadra                 | Campionato              | Campionato | Campionato | Coppe nazionali | Coppe nazionali | Coppe nazionali | Coppe continentali | Coppe continentali | Coppe continentali | Altre coppe | Altre coppe | Altre coppe | Totale | Totale | Totale |
| Stagione                | Squadra                 | Comp                    | Pres       | Reti       | Comp            | Pres            | Reti            | Comp               | Pres               | Reti               | Comp        | Pres        | Reti        | Pres   | Reti   |        |
| ----------------------- | ----------------------- | ----------------------- | ---------- | ---------- | --------------- | --------------- | --------------- | ------------------ | ------------------ | ------------------ | ----------- | ----------- | ----------- | ------ | ------ | ------ |
| 2017-2018               | Atlas                   | LMX                     | 8          | 0          | CM              | 7               | 1               | -                  | -                  | -                  | -           | -           | -           | 15     | 1      |        |
| gen.-giu. 2019          | Atlante                 | AMX                     | 14         | 6          | CM              | 1               | 0               | -                  | -                  | -                  | -           | -           | -           | 15     | 6      |        |
| 2019-gen. 2020          | Atlante                 | AMX                     | 14         | 0          | CM              | 4               | 0               | -                  | -                  | -                  | -           | -           | -           | 18     | 0      |        |
| Totale Atlante          | Totale Atlante          | Totale Atlante          | 28         | 6          |                 | 5               | 0               |                    | -                  | -                  |             | -           | -           | 33     | 5      |        |
| gen.-giu. 2020          | Mineros de Zacatecas    | AMX                     | 8          | 0          | CM              | 0               | 0               | -                  | -                  | -                  | -           | -           | -           | 8      | 0      |        |
| 2020-2021               | Racing Santander        | SDB                     | 17         | 3          | CR              | 1               | 0               | -                  | -                  | -                  | -           | -           | -           | 18     | 3      |        |
| 2021-2022               | Racing Santander        | PDR                     | 35         | 7          | CR              | 0               | 0               | -                  | -                  | -                  | -           | -           | -           | 35     | 7      |        |
| Totale Racing Santander | Totale Racing Santander | Totale Racing Santander | 52         | 10         |                 | 1               | 0               |                    | -                  | -                  |             | -           | -           | 53     | 10     |        |
| 2022-2023               | Huesca                  | SD                      | 22         | 0          | CR              | 1               | 0               | -                  | -                  | -                  | -           | -           | -           | 23     | 0      |        |
| 2023-2024               | Ibiza                   | PF                      | 40         | 9          | CR              | 1               | 0               | -                  | -                  | -                  | -           | -           | -           | 41     | 9      |        |
| 2024-2025               | Huesca                  | SD                      | 37         | 13         | CR              | 2               | 0               | -                  | -                  | -                  | -           | -           | -           | 39     | 13     |        |
| Totale Huesca           | Totale Huesca           | Totale Huesca           | 59         | 13         |                 | 3               | 0               |                    | -                  | -                  |             | -           | -           | 62     | 13     |        |
| Totale carriera         | Totale carriera         | Totale carriera         | 195+       | 44+        |                 | 17+             | 1+              |                    | -                  | -                  |             | -           | -           | 212+   | 45+    |        |

### Cronologia presenze e reti in nazionale
| Cronologia completa delle presenze e delle reti in nazionale ― Camerun | Cronologia completa delle presenze e delle reti in nazionale ― Camerun | Cronologia completa delle presenze e delle reti in nazionale ― Camerun | Cronologia completa delle presenze e delle reti in nazionale ― Camerun | Cronologia completa delle presenze e delle reti in nazionale ― Camerun | Cronologia completa delle presenze e delle reti in nazionale ― Camerun | Cronologia completa delle presenze e delle reti in nazionale ― Camerun | Cronologia completa delle presenze e delle reti in nazionale ― Camerun |
| Data                                                                   | Città                                                                  | In casa                                                                | Risultato                                                              | Ospiti                                                                 | Competizione                                                           | Reti                                                                   | Note                                                                   |
| ---------------------------------------------------------------------- | ---------------------------------------------------------------------- | ---------------------------------------------------------------------- | ---------------------------------------------------------------------- | ---------------------------------------------------------------------- | ---------------------------------------------------------------------- | ---------------------------------------------------------------------- | ---------------------------------------------------------------------- |
| 13-11-2024                                                             | Johannesburg                                                           | Namibia                                                                | 0 – 0                                                                  | Camerun                                                                | Qual. Coppa d'Africa 2025                                              | -                                                                      | 78’                                                                    |
| 19-11-2024                                                             | Yaoundé                                                                | Camerun                                                                | 2 – 1                                                                  | Zimbabwe                                                               | Qual. Coppa d'Africa 2025                                              | -                                                                      | 69’                                                                    |
| 6-6-2025                                                               | Marrakech                                                              | Camerun                                                                | 3 – 0                                                                  | Uganda                                                                 | Amichevole                                                             | 1                                                                      | 88’                                                                    |
| 9-6-2025                                                               | Marrakech                                                              | Camerun                                                                | 1 – 1                                                                  | Guinea Equatoriale                                                     | Amichevole                                                             | -                                                                      | 55’                                                                    |
| Totale                                                                 |                                                                        | Presenze                                                               | 4                                                                      |                                                                        | Reti                                                                   | 1                                                                      |                                                                        |

## Palmarès

### Club

#### Competizioni nazionali
- Liga Dominicana de Fútbol: 1

Cibao: 2016

#### Competizioni internazionali
- Campionato per club CFU: 1

Cibao: 2017